# Харьковский зоопарк
Харьковский зоопарк (укр. Харківський зоопарк) — государственный зоологический парк в Харькове, старейший на территории Украины. Был открыт в 1895 году, для посетителей в 1903 году. Находится в Нагорном районе, в саду Шевченко. Почтовый адрес — ул. Сумская, 35.
В августе 2016 года зоопарк был закрыт на реконструкцию. Первоначально на неё планировали потратить 104 млн гривен и завершить работы в 2018 году. По состоянию на сентябрь 2020 года общая сумма потраченных на реконструкцию всех зон зоопарка средств превысила 2 млрд гривен. В августе 2021 года две локации зоопарка из 14-ти открыли для посетителей, реконструкция других зон продолжается.

## История

### 1896 — 1917
Датой основания Харьковского зоологического сада принято считать 1896 год, когда на площади два гектара, арендованной у Университетского сада, была организована выставка домашних животных и птиц.
Позднее экспозиция пополнялась дикими животными, которых доставляли в Харьков жители окрестных сёл. Затем на территории выставки была создана «шелководня» и расположилась пасека пчеловодческого общества. Организатором и первым директором был профессор зоологии Харьковского университета Александр Брандт.

В 1906 году, как сообщали «Харьковские губернские ведомости», 
закончилось сооружение и оборудование главного корпуса аквариума, устроенного в Университетском саду (на территории, занимаемой птичником).
В 1911 году Южно-Русское Общество акклиматизации решило устроить в Харькове зоосад, подобный московскому. На средства Общества были построены зимние помещения и летние вольеры, закупались дикие животные и птицы, часть которых прибыла из заповедника Аскания-Нова.
До октябрьской революции 1917 года зоопарк содержался на деньги Общества акклиматизации и Харьковской городской думы. Но выделяемых денег катастрофически не хватало.
Члены Общества акклиматизации обратились через газету «Южный край» к общественности с просьбой пожертвовать зоосаду хотя бы по пять рублей с человека, обещая объявить благодетеля пожизненным членом Общества.

### 1917 — 1991
В межвоенный период
Во время гражданской войны зоосад был разорён, но уже в 1921 году зоосад начали приводить в порядок — ремонтировались постройки и вольеры, высаживались декоративные, медоносные, лекарственные и технические растения, восстанавливалась экспозиция животных.

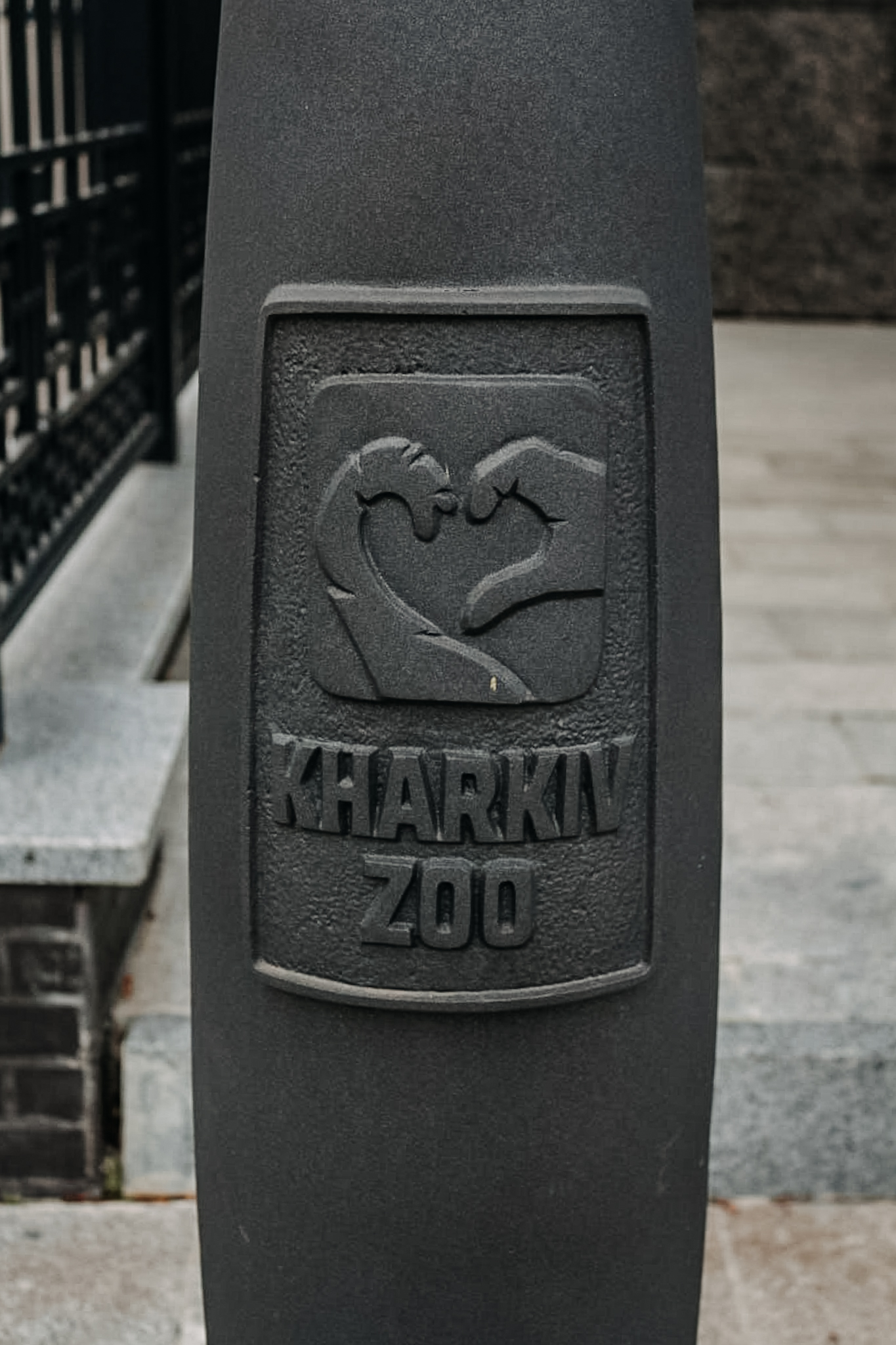
Емблема зоопарка на фонарях

В мае 1922 года столичный Харьковский зоо-, чаще называвшийся уже -парк, был опять открыт для посетителей. Входной билет стоил сто тысяч рублей совзнаками по курсу весны 1922 года. Все вырученные деньги шли на пополнение и расширение коллекции и благоустройство зоопарка.
К 1930-м годам территория зоопарка составляла 22 гектара, как и сейчас.
В 1928 году из веймарской Германии в Харьков прибыл целый железнодорожный эшелон с животными, среди которых были лев, леопард, лама, кенгуру, мангусты, обезьяны, попугаи, белощёкие казарки и многие другие.
Из Закавказья доставили лебедей, пеликанов и ещё около ста видов водоплавающей птицы.
В овраге построили пруд площадью 2400 квадратных метров для гусей, лебедей, фламинго и прочей водоплавающий живности.
В 1930-х в зоопарке построили «горную вольеру» — озеленённый участок с искусственными горками, где в условиях, наиболее приближённых к природным, жили туры, джейраны, муфлоны. Были также построены слоновник, обезьянник, птичник, загоны для копытных. Перед войной в зоопарке насчитывалось свыше пяти тысяч животных.
В 1924 году директором зоопарка стал Николай Петрович Эвальд. С 1929 года Эвальд передал бразды административной работы вновь назначенному директору зоопарка Николаю Артемовичу Хавченко, которого в довоенные годы поочередно сменили Иван Григорьевич Янус и Виктор Исакович Борц.
В период нацистской оккупации

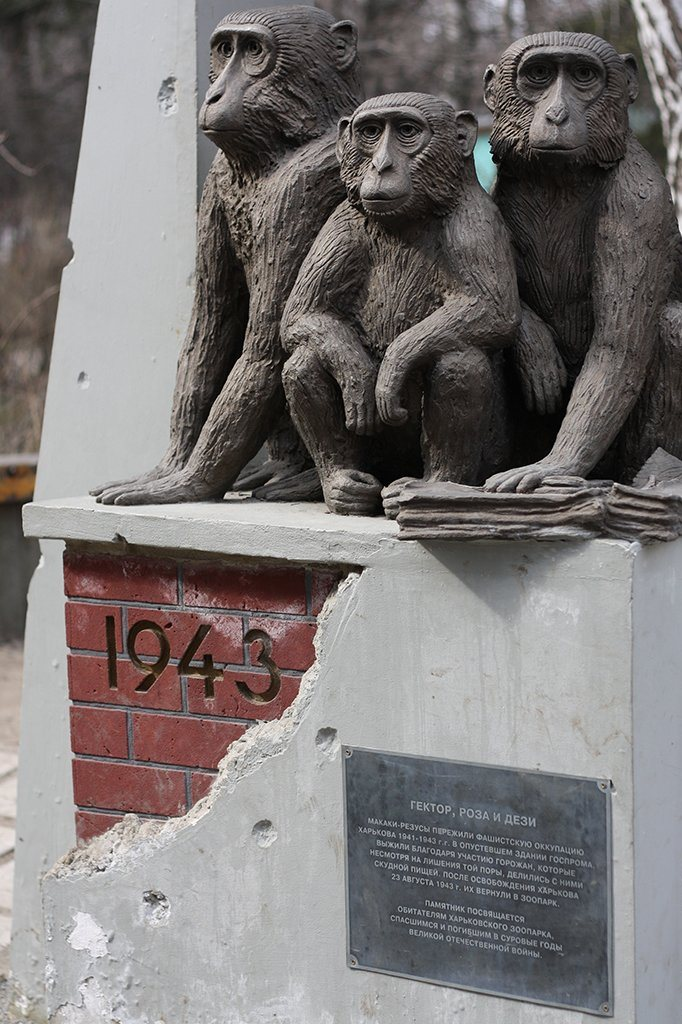
Монумент, посвященный спасшимся и погибшим животным в годы Великой Отечественной войны

Немецкие войска захватили Харьков 23-24 октября 1941 года. Животные сильно страдали от бомбёжек, от голода, а перед вступлением нацистов в город были открыты некоторые вольеры.
Николая Эвальда вызвали к представителю управления заповедниками, зоопарками и зоосадами Совнаркома Украины и предложили остаться в оккупированном Харькове, чтобы попытаться сохранить животных. Эвальд согласился, попросив, чтобы зоопарку на первое время дали некоторый запас кормов.
Существует городская легенда, что с декабря 1941 зоопарковые обезьяны, сбежав из зоопарка, жили в разрушенном здании Госпрома. Три макаки-резуса чем-то питались, не попадались на глаза немцам почти два года и пережили оккупацию.
В ноябре-декабре 1941 года на улице Сумской в подъезде многоэтажного жилого дома, держа голову между лестничными пролётами, пытался греться в неотапливаемом доме зоопарковый жираф, которого жители, сами голодные, кормили чем могли. Впоследствии жирафа застрелил немецкий солдат.
На 1 января 1942 года в зоопарке оставались ламы, гиены, бурые и белые медведи, динго, морские свинки, дикие кабаны, нанду, эму, попугаи, фазаны золотой и кавказский, олени, лани, верблюды, зебу, пони, ослы, канарейки, кролики и куры, которых разводили на продажу.
1 мая 1942 года, с улучшением положения на фронте для немцев, зоопарк был открыт для посетителей и пользовался большой популярностью у населения: входной билет стоил дёшево, по воскресеньям играл оркестр и даже оставались живы белые медведи.
Часть оставшихся животных немцы в середине августа 1943 года застрелили, как на охоте. Часть животных погибла от голода, поскольку их не кормили.
Помимо исчезновения фауны, немцы нанесли огромный ущерб постройкам зоопарка.
На момент освобождения, 23 августа 1943 года, в зоопарке уцелели четыре медведя, пять обезьян и один волк. Погибло более пяти тысяч особей животных.
…Комиссией (1945 год) установлено, что фашисты уничтожили следующих животных: львов — 9, енотов уссурийских (енотовидных собак) — 6, медведь белый — 1, медведей бурых — 2, слонов взрослых — 2, леопард — 1, тигр уссурийский — 1, обезьян — 26, свиней домашних — 12, соболей — 2, крокодилов — 5, зебра — 1, верблюдов — 4, антилопа — 1, лама — 1, оленей — 17, ланей пятнистых — 19, буйволов — 3, ослов — 2, орлов — 2, пони — 5, лошадей — 17, уток диких — 280, гусей домашних — 287. Всего стоимость разрушенных зданий составила 202 тыс. руб.; погибших животных — 233060 руб.; аквариумных рыб — 5880 руб.
В послевоенный период
После освобождения Харькова в 1943 году восстанавливался зоопарк практически на пустом месте.
На пятый день после освобождения, 28 августа 1943 издан приказ № 1: «На основании постановления исполнительного комитета Харьковского городского Совета депутатов трудящихся зоопарк считать открытым с 29 августа 1943 года».
После восстановления капитальных строений и вольеров был построен двухэтажный аквариум, на первом этаже которого устроили антилопник.
Были построены зимние капитальные помещения для больших животных: львов, бегемотов, слонов.
В зоопарке и парке Шевченко заново посадили десятки тысяч деревьев и кустарников, построили четыре декоративных бассейна для водоплавающих птиц и летний бассейн для «золотых рыбок».

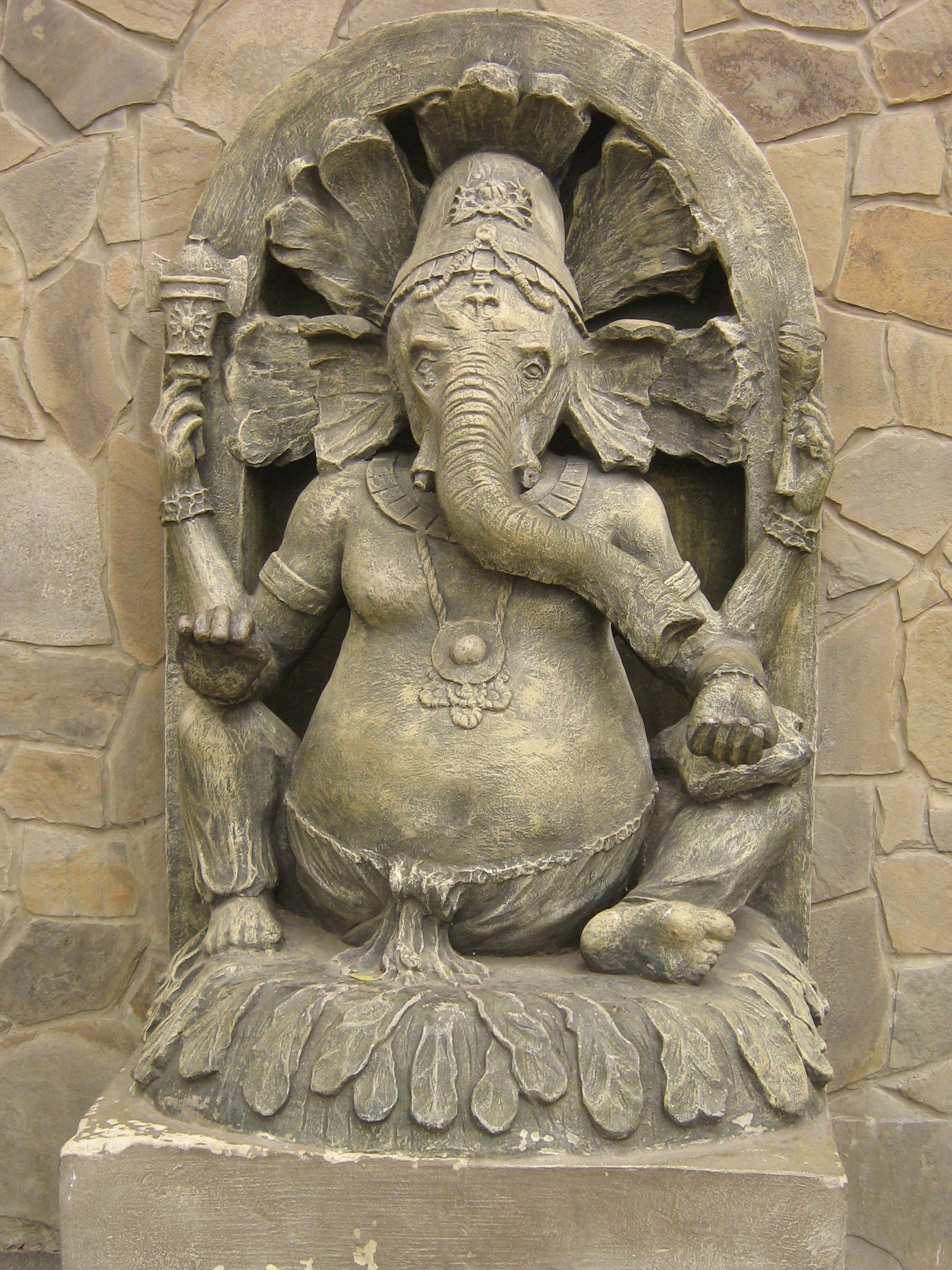
Возле входа в слоновник

В 1979 году в Харьковском зоопарке насчитывалось почти 400 видов животных (28 из которых были занесены в Красную книгу). В 1980-х годах из бюджета ежегодно выделялись сотни тысяч рублей на содержание зоопарка и покупку новых животных, и в конце 1980-х зоопарк занял ведущее место в УССР.
В начале 1990-х значительно снизилось количество посетителей, затем возникли проблемы с финансированием и питанием животных, их число несколько уменьшилось. С осени 1995 года Курочкина гора была отдана под захоронения (17-е городское кладбище, официально закрыто около 2010 года).

### Современность
В 1995 году завершилась реконструкция фазанария с помещениями для инкубатора и брудера. Столетие Харьковского зоопарка широко отмечалось общественностью города. Представители зоопарков и живых уголков в качестве подарков привезли живых животных: москвичи — мандаринок и сухоносов, пражцы — мангровых варанов, николаевцы — самку кулана, калининградцы — уриала, ереванцами — льва. Подарком Каунасского зоопарка была пару молодых дальневосточных (амурских) леопардов.
В ноябре 1997 года прибыла большая партия животных из Николаевского зоопарка и Аскании Нова. Кроме кабанов, оленей, бизонов и лам были привезена первая в истории зоопарка пара чистокровных лошадей Пржевальского.
В 1998 году совместно с городскими властями была принята Программа обновления и развития харьковского зоопарка на 1998—2002 годы. В 1999 году было завершено строительство большого капитального сооружения для медведей. 23 августа 1999 года состоялось торжественное открытие нового павильона, на котором присутствовали мэр Харькова Михаил Пилипчук и представители СМИ.
В этот период начала возрождаться досоветская традиция меценатской помощи зоопарку, когда различные организации, фирмы и частные лица стали делать пожертвования на прокорм животных и неотложные хозяйственные нужды.
В январе 2000 года в зоопарке умер от старости азиатский слон. В городской казне не было средств на приобретение нового слона. По инициативе общественности Харькова была начата кампания под девизом «Купим городу слона», которая была поддержана СМИ. Общими усилиями городских властями и ряда организаций была проведена полная реконструкция «дома слонов». Слоненок — самка Тэнди — был приобретен на средства фонда пожертвований фирмы АВЭК и привезен из Одесского зоопарка транспортной организацией ДАНЗАС. Самец Аун Нейн Лей поступил 25 апреля 2002 года в рамках программы европейских зоопарков по разведению исчезающих видов животных (ЕЕР) из Эмменского зоопарка в Голландии.
По состоянию на март 2009 года экспозиция зоопарка включала в себя 21 локацию.
С июня 2016 года зоопарк был закрыт на реконструкцию. С 23 августа 2021 года две локации из 14 снова открыты для посещения.

## Научная и природоохранная деятельность
В зоопарке сберегаются и изучаются представители дикой фауны всех континентов Земли. Кроме того, Харьковский зоопарк является культурно-просветительским учреждением. В нём проводятся экскурсии для детей и взрослых, лекции, даются консультации по вопросам охраны животного мира и природы вообще. Проводятся лекции и показы животных в детских садах.

### Заповедник
В 1983 году зоопарк объявлен заповедником республиканского значения (УССР).
В 1992 году в соответствии с Законом Украины зоопарк получил статус заповедной территории общегосударственного значения и вошёл в состав природно-заповедного фонда Украины.

### Животные из Красной книги
В начале 2013 года в зоопарке содержалось 236 видов редких и охраняемых животных. Некоторые из них занесены в Международную Красную книгу. Это амурский тигр, ягуар, лошадь Пржевальского, азиатский слон и другие.
Этим животным в зоопарке создали по возможности особо комфортные условия проживания и подобрали специальные рационы питания. Часть из этих редких видов продолжает размножаться в неволе.

## Статистика

### Количество животных
- 1927 год: 1046 животных 234 видов.
- 1940 год, перед войной: свыше пяти тысяч животных.
- 1942 год, начало оккупации: 115 видов зверей и птиц и 23 вида рыб.

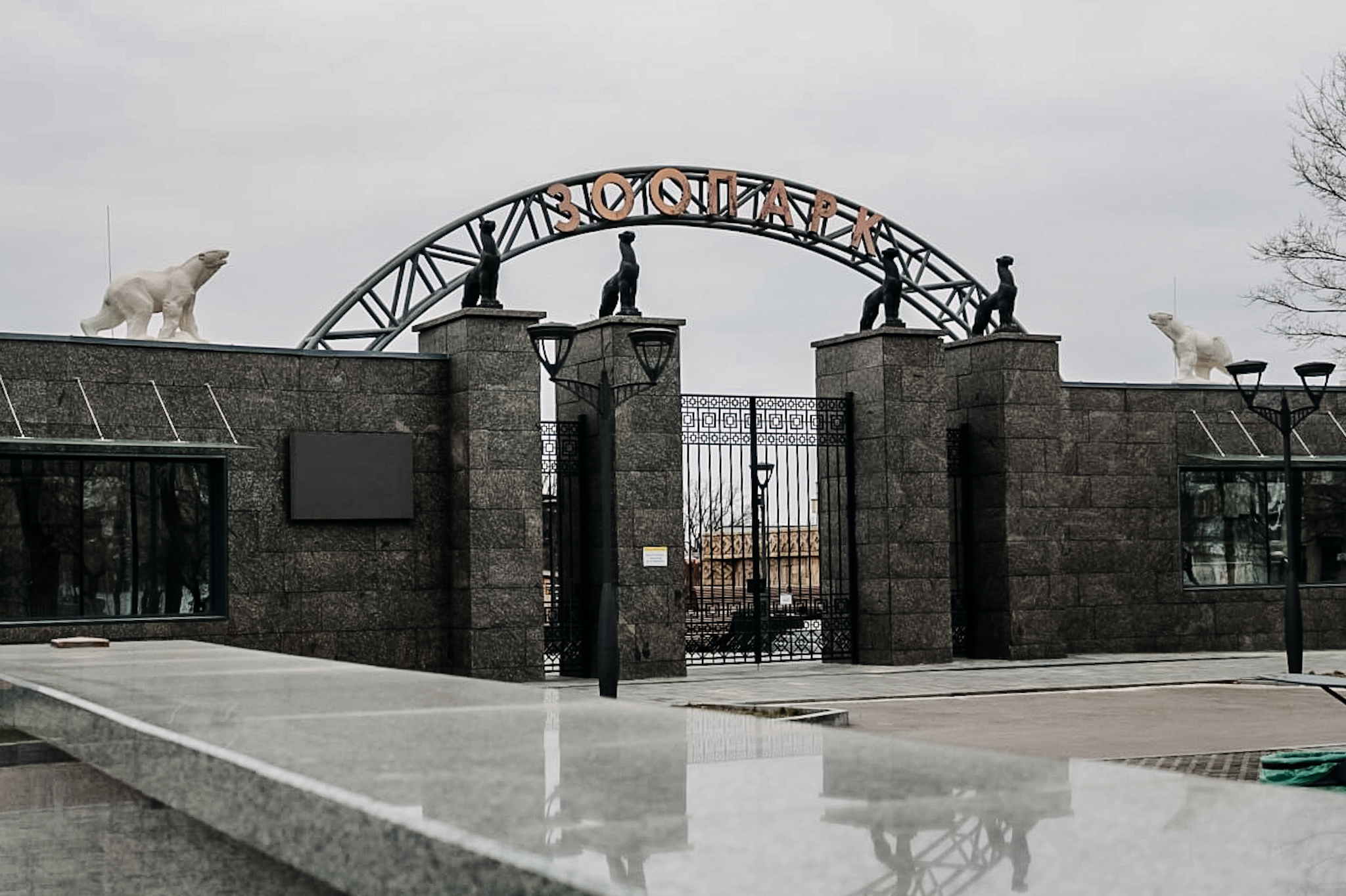
Вход со стороны Госпрома

1943 год, 23 августа, в момент освобождения: менее 150 животных, из них более-менее крупных десять (четыре медведя, пять обезьян и один волк). Уничтожено пять тысяч животных.

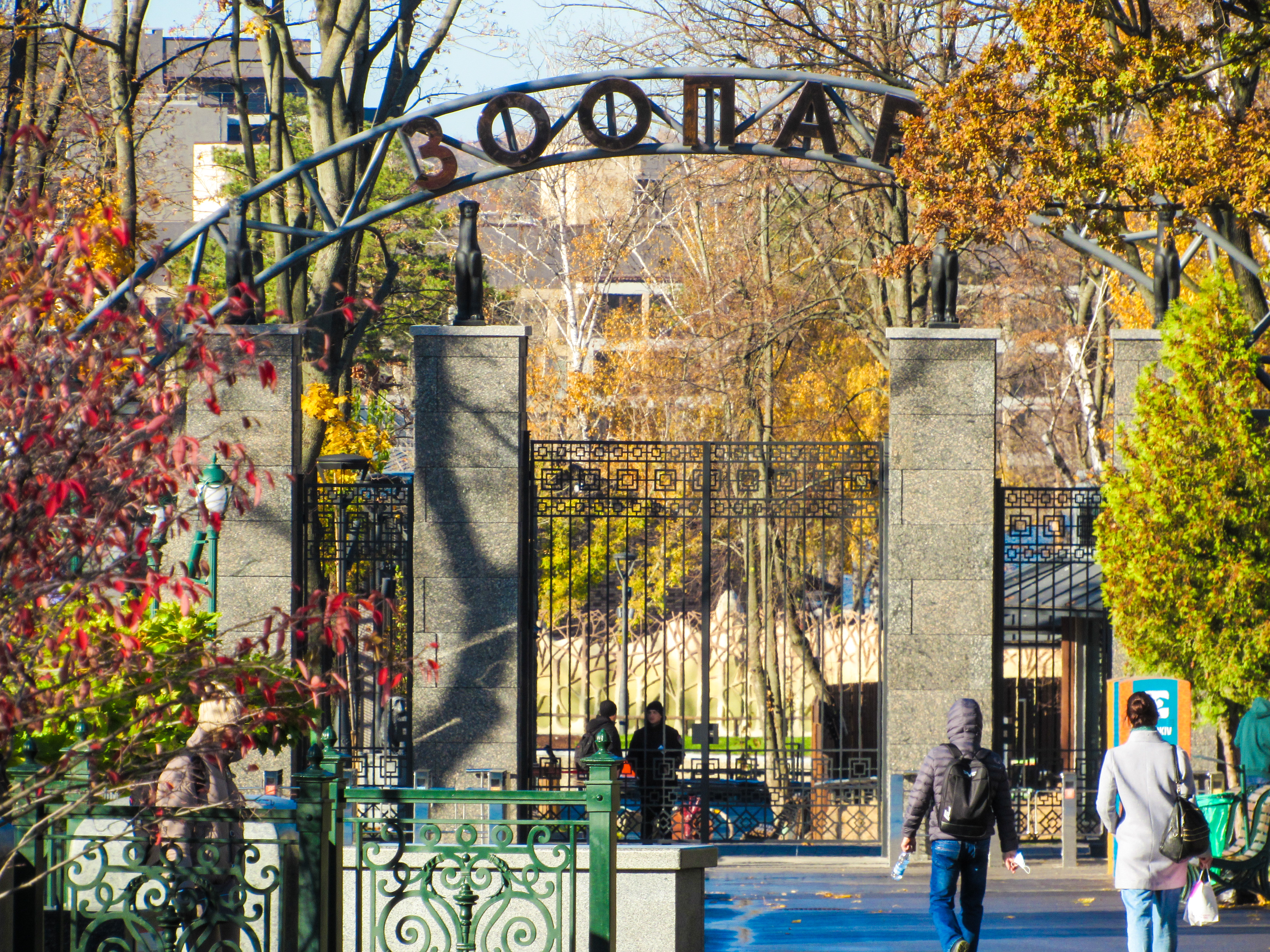
Входные ворота и арка 2021

- 1986 год: 7350 животных 397 видов.
- 2005 год: 7133 животных 367 видов.
- 2006 год: 7764 животных 388 видов, из них 139 видов рыб, 4 вида амфибий, 127 видов птиц, 76 видов млекопитающих.
- 2013 год: 7240 животных 391 вида[7].

### Количество посетителей зоопарка
Учитываются взрослые посетители без льгот. Дети до пяти (ранее-семи) лет в зоопарк проходят бесплатно.
- 1927 год: 310 тысяч человек.
- 1942 год (оккупация): с 1 мая по 14 июля — 53 тысячи человек (оккупационная газета «Наша Украина» от 15.07.1942); таким образом, за год больше ста тысяч человек.
- 1986: миллион 300 тысяч человек, из них около 600 тысяч детей.
- 1990 год: миллион четыреста пятьдесят тысяч человек, из них половина детей.

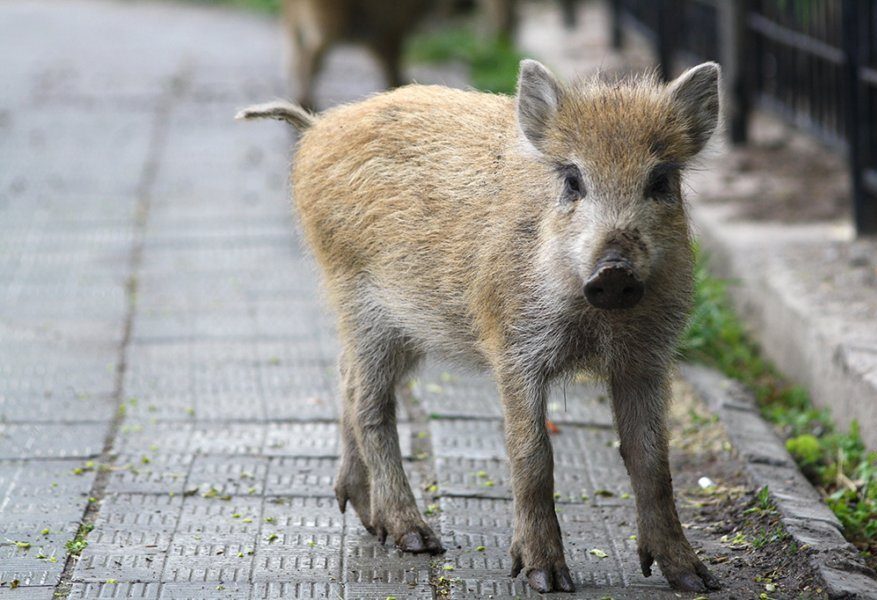
Кабанчик

- 2003: 323 тысячи человек.
- 2004: ровно 400 тысяч человек.
- 2005: 369 тысяч человек.

### Плата за вход в зоопарк
- 1906 год — пять царских копеек образца 1897 года.
- май 1922 года — 100 тысяч рублей совзнаками образца 1919 года.
- лето 1942, оккупация — 3 советских рубля 1937 года или 3 карбованца (0.3 рейхсмарки). Билет на футбол в оккупированном Харькове стоил в 1942 три-пять рублей.
- 1970-е — 1980-е — двадцать советских копеек образца 1961 года взрослые, десять копеек дети.
- 1994 — сорок тысяч украинских купонов образца 1992 года.
- 2007 — 10 гривен образца 1996 года взрослые, 3 гривны дети.
- 2008 — 15 гривен взрослые, дети — 5.
- 2009 (с 1 апреля) — 20 гривен взрослые, дети по-прежнему 5.
- 2010—2011 (с 1 апреля 2010) — 30 гривен взрослые, дети до 5 лет — бесплатно, дети с 5 до 12 лет (включительно) — 10 гривен, дети с 13 лет — 30 гривен.
- 2012 — 40 гривен взрослый билет, 10 — детский.
- 2021 — для жителей Харькова по приглашению бесплатно; для иногородних платно (взрослые — 200 гривен, дети — 100).

## Директора зоопарка

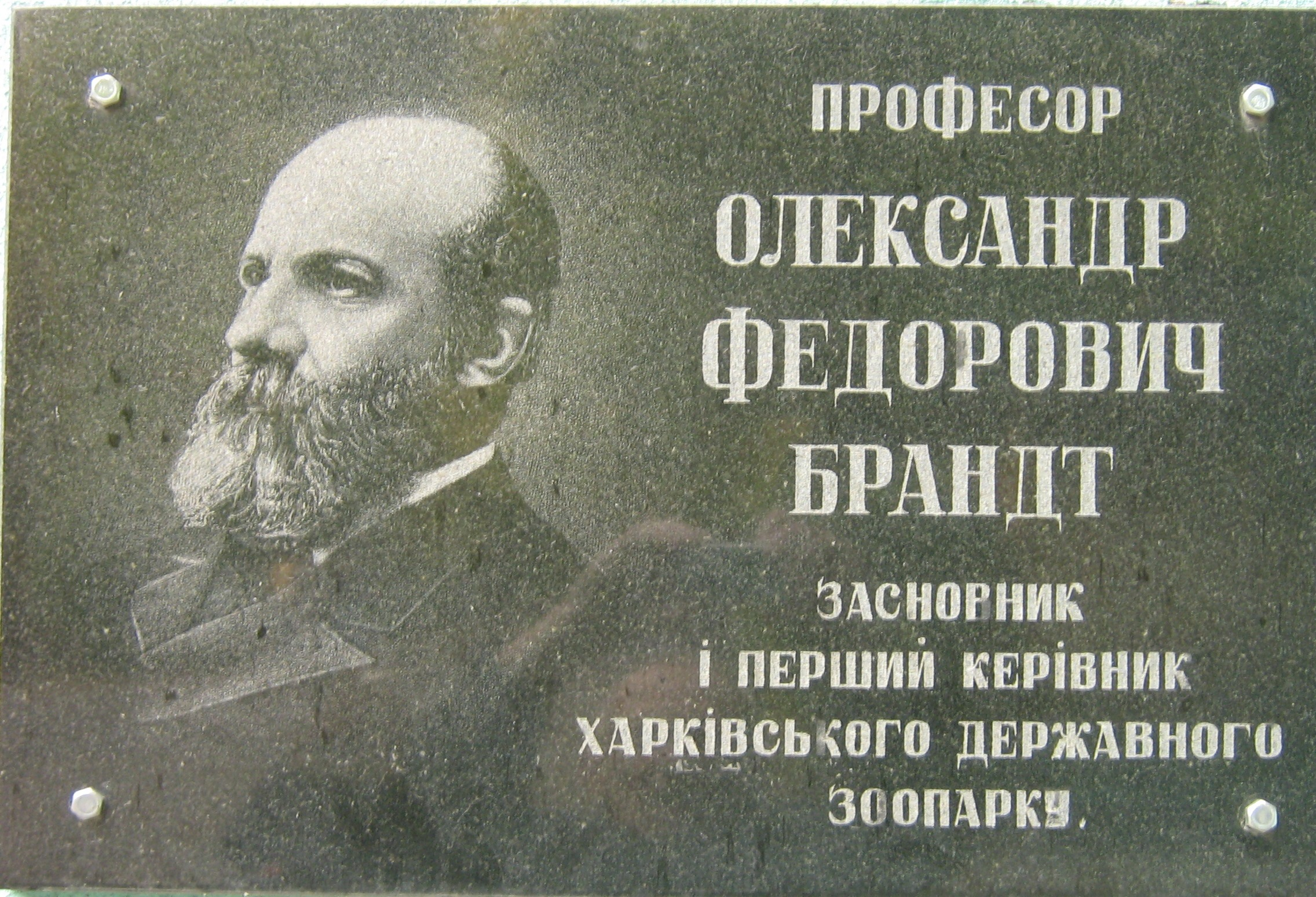
Александр Федорович Брандт, мемориальная доска

- Эвальд, Николай Петрович, бывший царский и гетманский (1918) офицер из Ахтырки — 1924—1942.
- Бурда, Андрей Тимофеевич, комиссованный по ранению военный моряк — с 1943 по ?.. год.
- Шабалтас, Николай Диитриевич — с конца 1960-х по начало 2000-х годов.
- Григорьев, Алексей Яковлевич — с 2004 по настоящее время.

## Исторические факты
- Харьковский зоопарк — третий по времени открытия зоосад Российской империи[10].
- Первый слон в зоопарке появился в 1925 году. Это был первый слон в зоопарках Советской Украины.
- По итогам 1942 года зоопарк принес оккупационной Харьковской городской управе прибыль[11]:

от продажи входных билетов — 240 тыс. рублей,
от реализации кур — 20 тыс. рублей,
доход зоомагазина — 100 тыс. рублей,
за аренду буфетов и киосков — 40 тыс. рублей
- В апреле 2009 года харьковский зоопарк подарил ялтинскому, в котором отравили крупных животных, в том числе гималайских медведей, медведя Матвея[12].
- В 2012 году обитающий в зоопарке хорек Фред был признан УЕФА официальным предсказателем матчей чемпионата Европы по футболу Евро-2012[13].

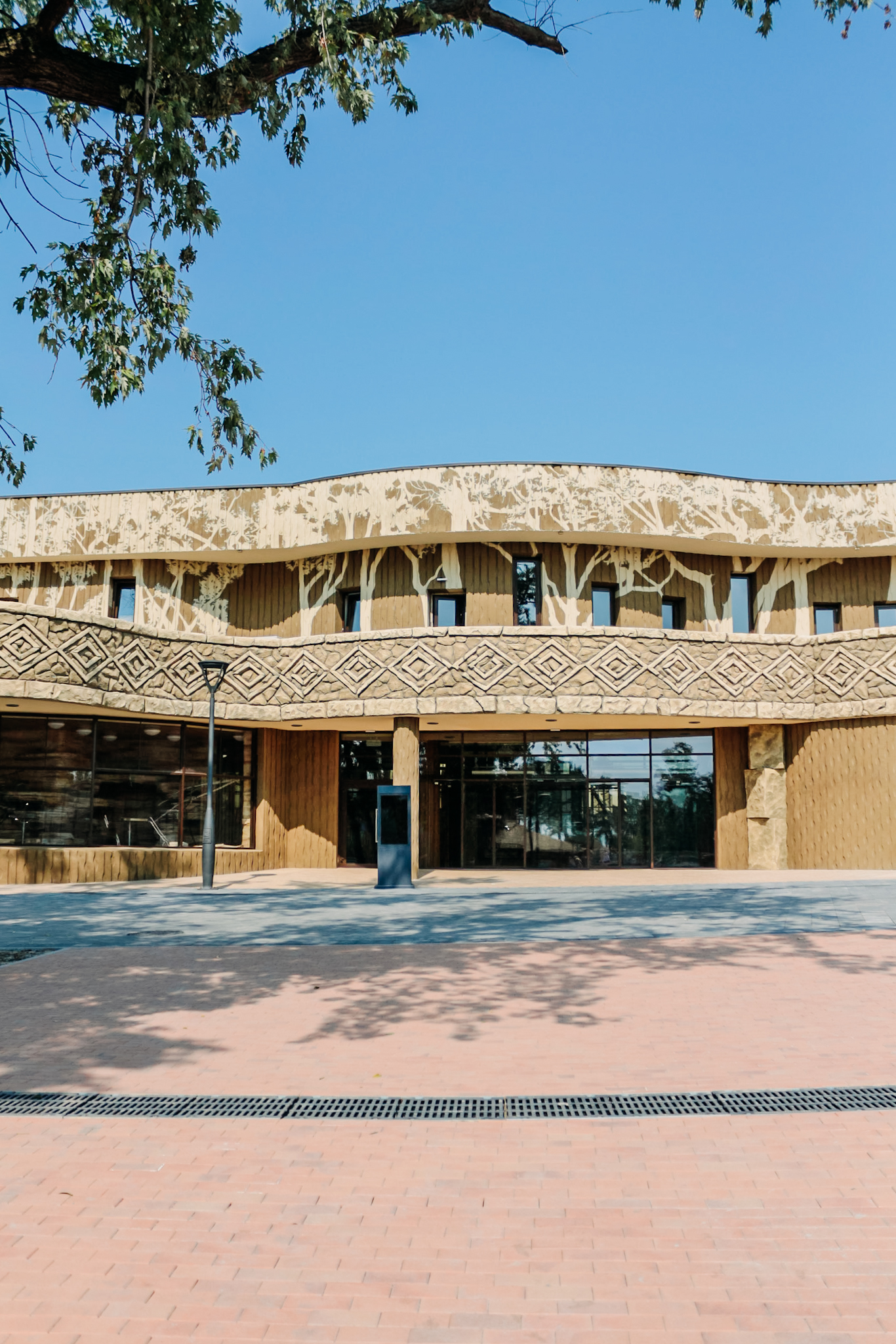
Дом слона
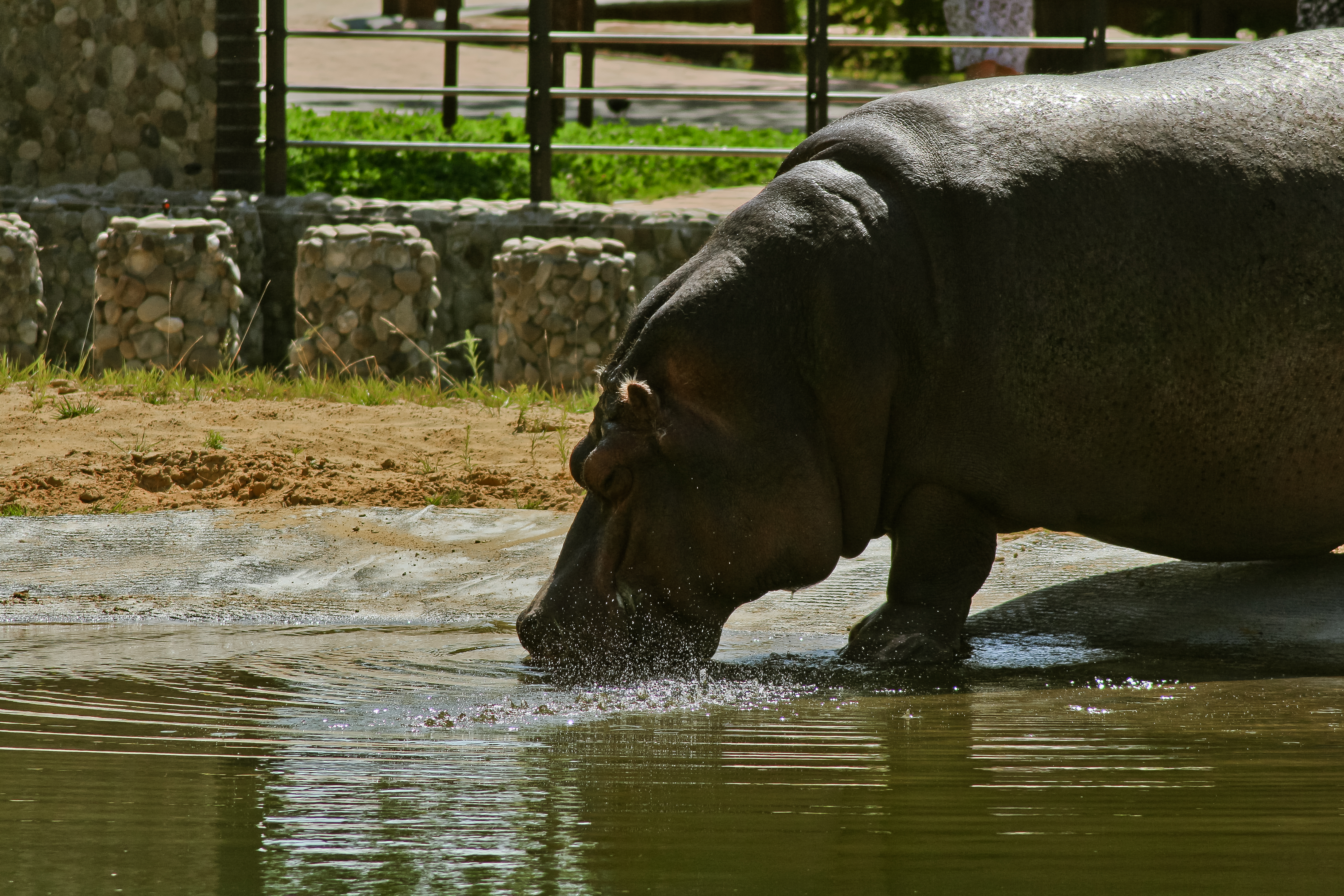
Бегемот Степанида
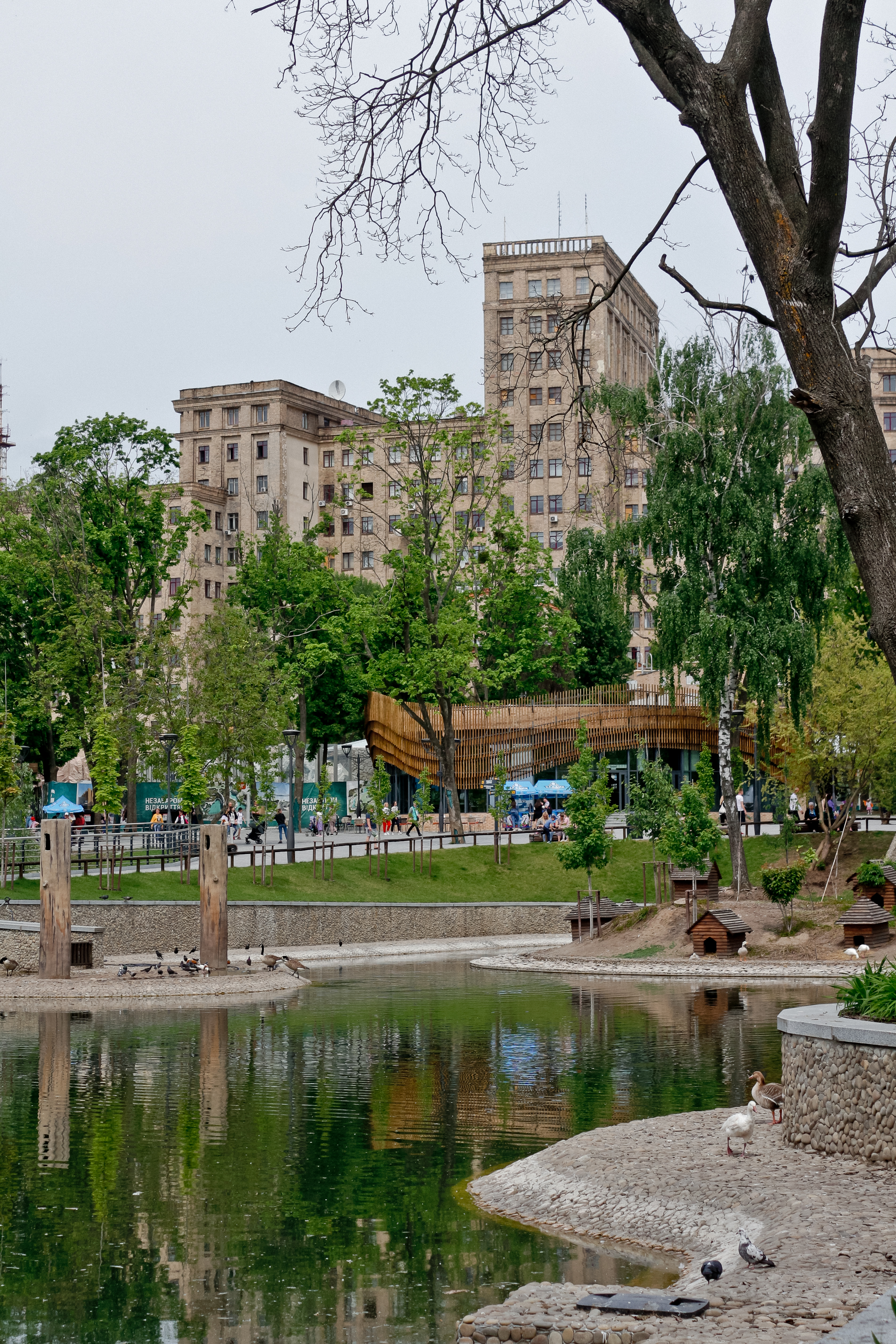
Озеро
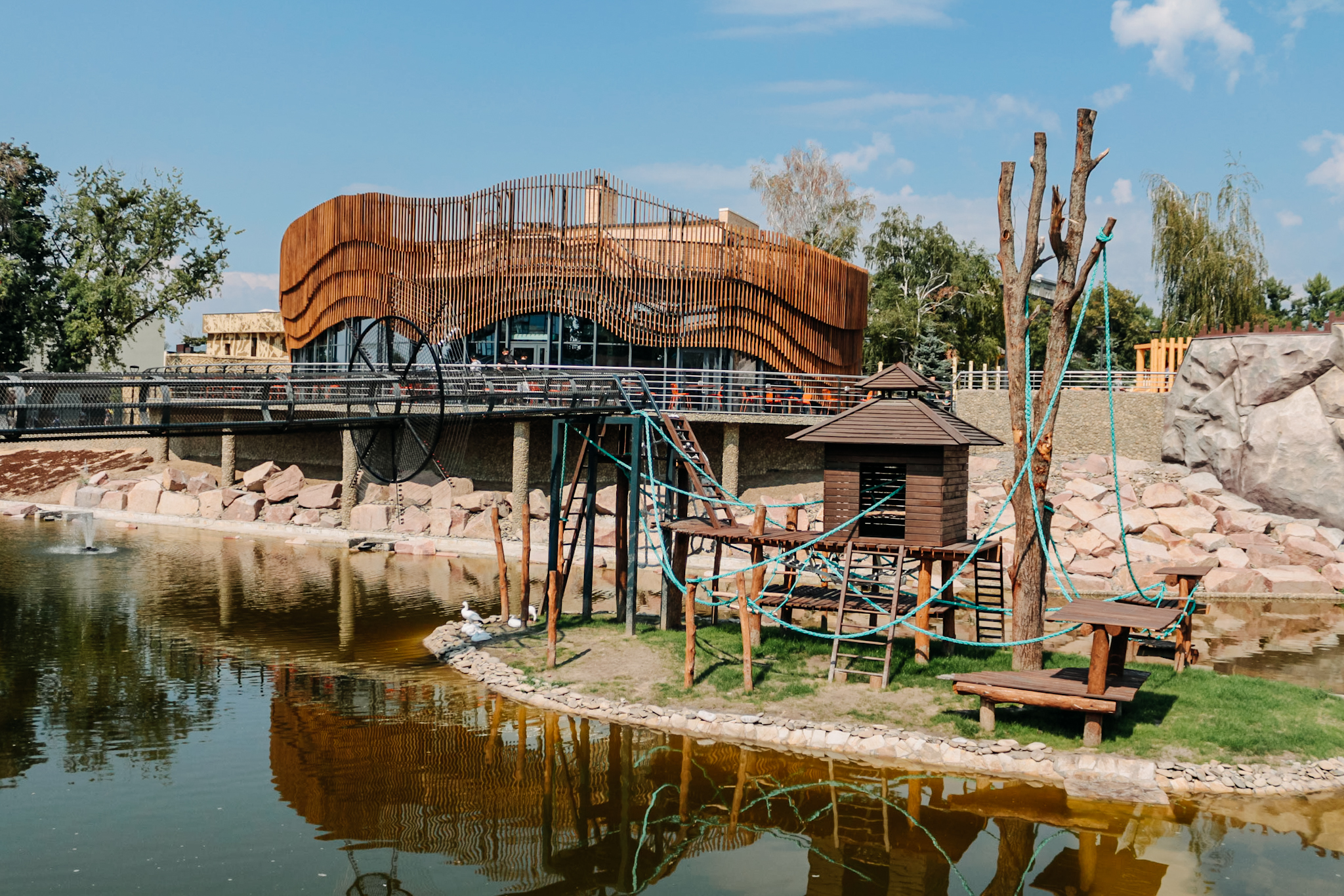
Дом бегемота
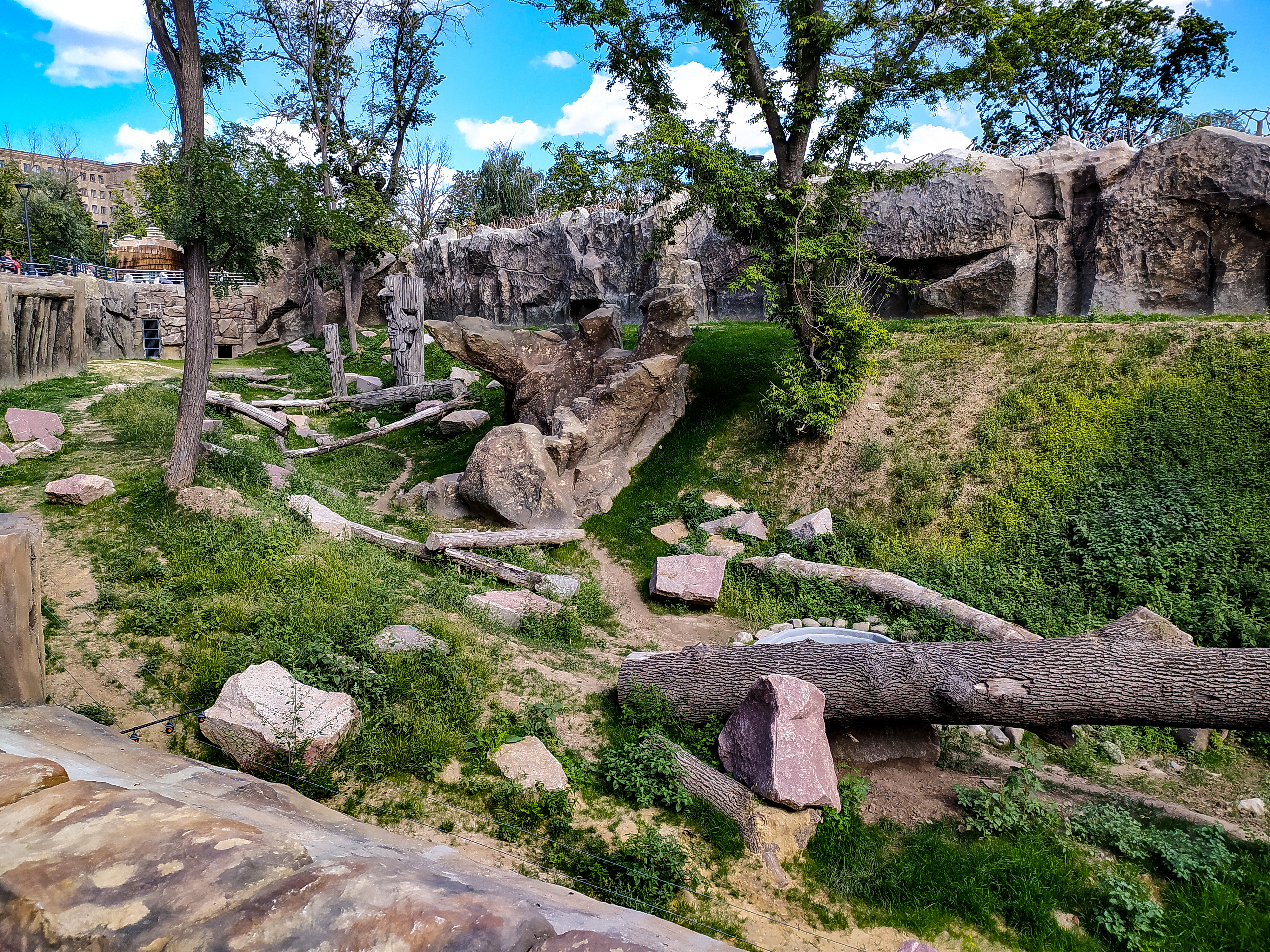
Один из вольеров